# Кото (платье)

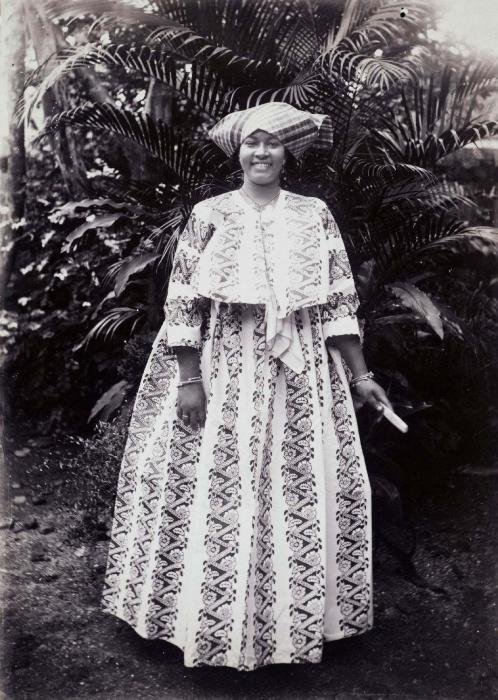
Суринамка в кото

Кото, котомиси (англ. koto, kotomisse / kotomisi) — традиционное женское платье из батика, распространённое среди креолов, маронов в Суринаме. 
Котомиси появились в период существования чёрного рабства, чтобы за массами ткани сокрыть формы тел рабынь и уберечь их от притязаний хозяина. Платье состоит из широкой, ниспадающей юбки-колокола, рубахи с рукавом-три-четверти и пёстрой косынки ангиса.
Ныне разноцветные котомиси являются символом свободы и надеваются на различные праздничные мероприятия. Особое место среди них занимает празднование отмены рабства 1 июля (Keti Koti). В этот день устраивается состязание «Мисс Алида», когда креолки в своих котомиси стараются заслужить этот титул. Праздник назван в честь рабыни из дома Сюзанны дю Плесси, которая из ревности отрезала рабыне одну грудь и подала мужу на обед. Мисс Алида выжила и произвела на свет несколько детей, заняла место подле своего господина, владела несколькими рабами.

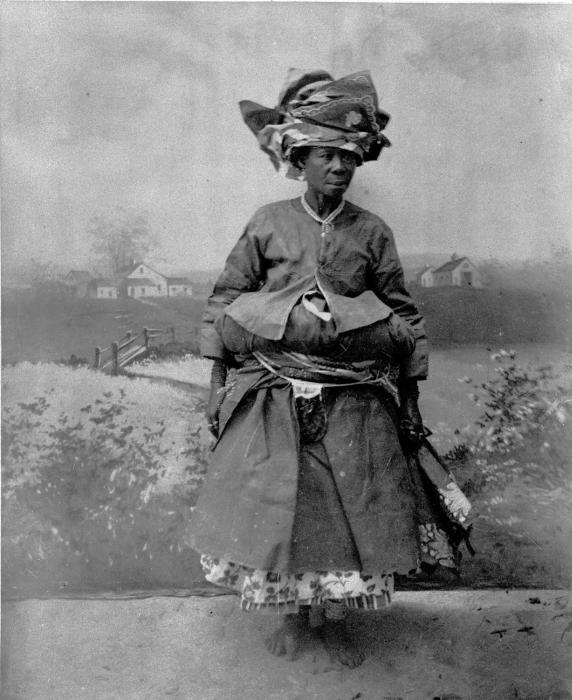
1885
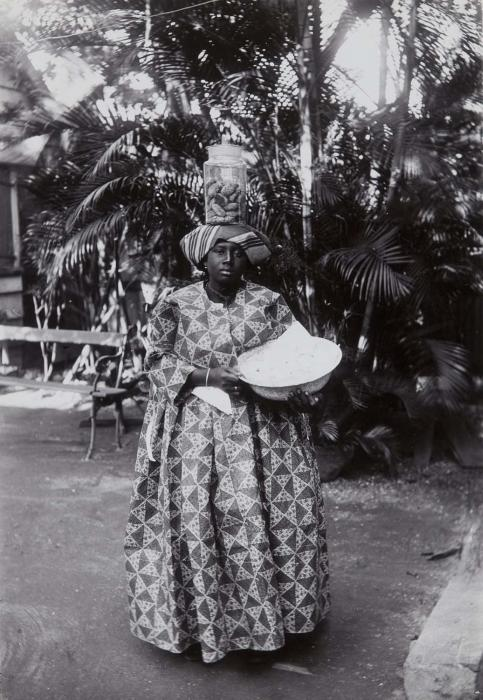
1904-1933
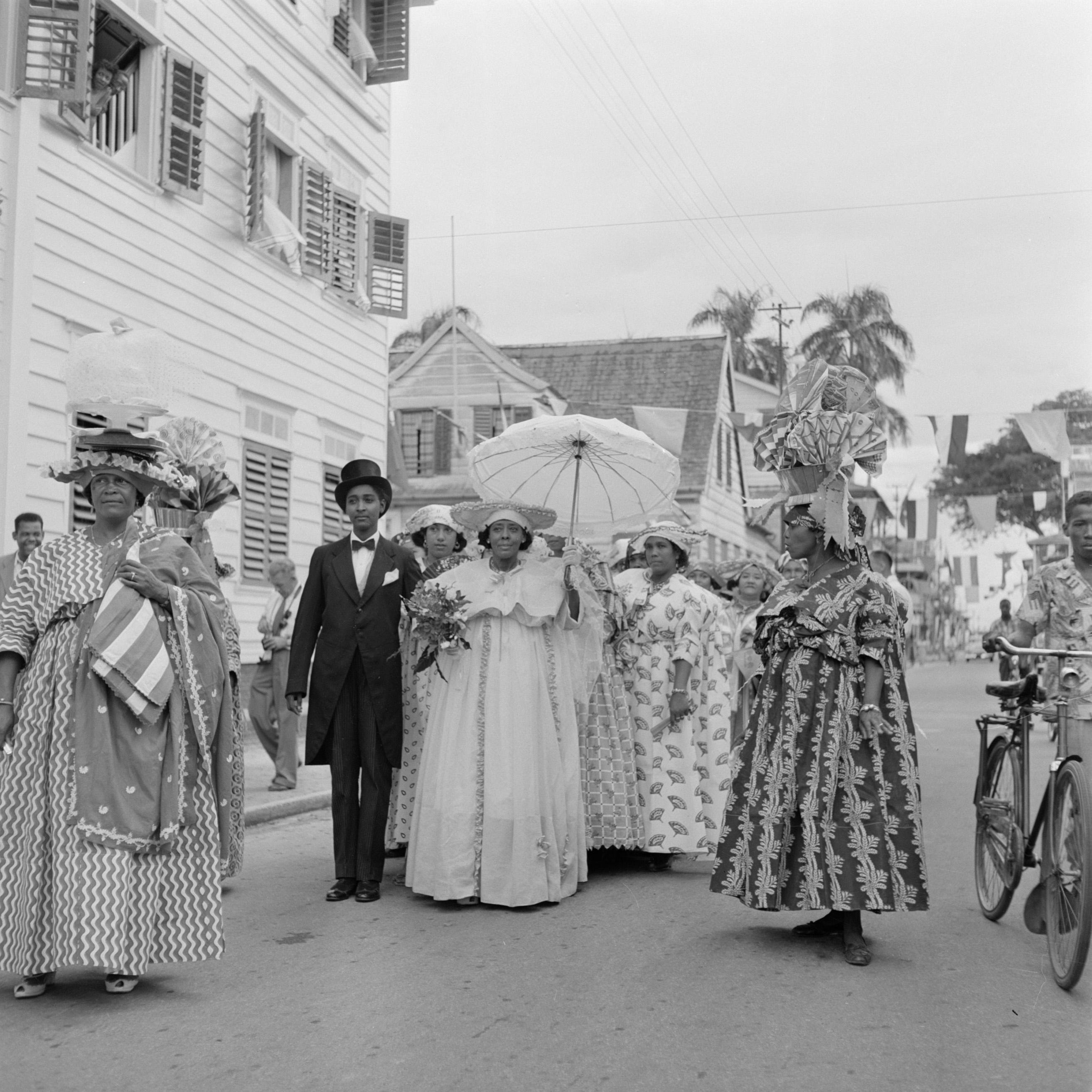
В честь королевского визита в Суринам, 1955
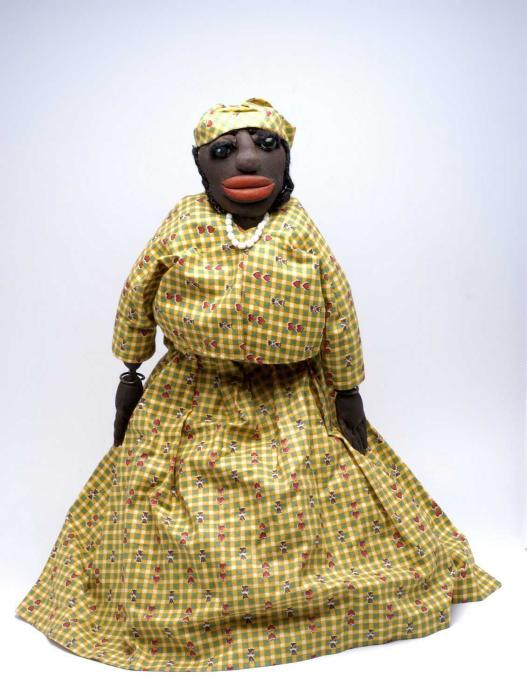
Кукла в кото
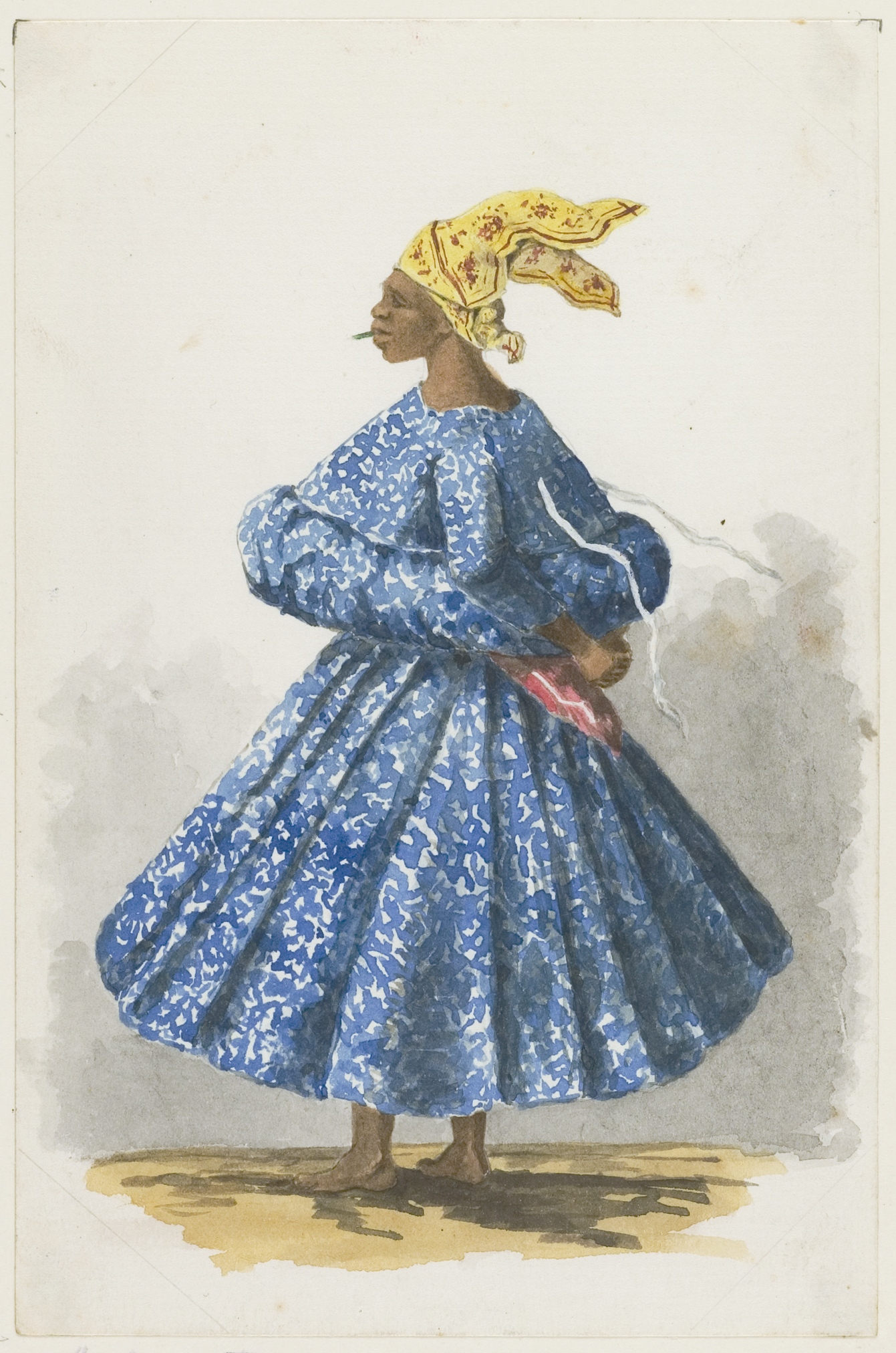
Арнольд Боррет - котомиси с оранжевой косынкой, ок. 1880